# Умешу
Умешу (яп.: 梅酒), традиційний японський лікер, виготовлений з плодів уме, цукру та спирту.

## Історія
Історія умешу нараховує понад 1000 років. Традиції виготовлення напою походять з Китаю, де він використовувався як медичний засіб.
Перша письмова згадка датується 1697 роком: японська кулінарна книга «Honcho-shokkan» визначила «Умешу» як засіб для покращення апетиту, детоксикації та від болю у горлі.

## Види умешу
Сучасна рецептура виготовлення умешу нараховує близько 400 років. Відмінності різних сортів умешу полягають, в першу чергу, у використанні різних видів спиртів при виготовленні напою. Нині розрізняють чотири основних сорти.
- Умешу на основі саке.

- Умешу на основі бренді.

- Умешу на основі білого лікеру.

- Умешу на основі шьочю.

Окрім того, сорти напою можуть розрізнятися за ступенем стиглості плодів уме, додаванням додаткових інгредієнтів (мед, спеції) і витримкою (деякі сорти мають витримку до 20 років).